# Campionati europei di ciclismo su pista 2019 - Omnium maschile
L'omnium maschile ai Campionati europei di ciclismo su pista 2019 si è svolta il 18 ottobre 2019 presso il velodromo Omnisport di Apeldoorn, nei Paesi Bassi.

## Podio
| Pos.    | Atleta              | Nazionalità   |
| ------- | ------------------- | ------------- |
| Oro     | Benjamin Thomas     | Francia       |
| Argento | Lasse Norman Hansen | Danimarca     |
| Bronzo  | Oliver Wood         | Gran Bretagna |

## Risultati

### Scratch
Prima di 4 prove.
| Posizione | Atleta               | Nazione       | Giri persi | Punti prova |
| --------- | -------------------- | ------------- | ---------- | ----------- |
| 1         | Jan-Willem van Schip | Paesi Bassi   |            | 40          |
| 2         | Benjamin Thomas      | Francia       |            | 38          |
| 3         | Albert Torres        | Spagna        |            | 36          |
| 4         | Lasse Norman Hansen  | Danimarca     |            | 34          |
| 5         | Oliver Wood          | Gran Bretagna |            | 32          |
| 6         | Lindsay De Vylder    | Belgio        | –1         | 30          |
| 7         | Szymon Sajnok        | Polonia       | –1         | 28          |
| 8         | Raman Tsishkou       | Bielorussia   | –1         | 26          |
| 9         | Elia Viviani         | Italia        | –1         | 24          |
| 10        | Felix English        | Irlanda       | –1         | 22          |
| 11        | Rui Oliveira         | Portogallo    | –1         | 20          |
| 12        | Maximilian Beyer     | Germania      | –1         | 18          |
| 13        | Claudio Imhof        | Svizzera      | –1         | 16          |
| 14        | Christos Volikakis   | Grecia        | –1         | 14          |
| 15        | Valentin Gotzinger   | Austria       | –1         | 12          |
| 16        | Krisztián Lovassy    | Ungheria      | –1         | 10          |
| 17        | Roman Gladysh        | Ucraina       | –1         | 8           |
| 18        | Artur Eršov          | Russia        | –1         | 6           |
| 19        | Nicolas Pietrula     | Rep. Ceca     | –1         | 4           |
| 20        | Lukas Kubis          | Slovacchia    | –2         | –40         |
| 21        | Daniel Crista        | Romania       | –2         | –40         |

### Tempo race
Seconda di 4 prove.
| Posizione | Atleta               | Nazione       | Punti giri | Punti Sprint | Punti totali | Punti evento |
| --------- | -------------------- | ------------- | ---------- | ------------ | ------------ | ------------ |
| 1         | Benjamin Thomas      | Francia       | 20         | 12           | 32           | 40           |
| 2         | Lasse Norman Hansen  | Danimarca     | 20         | 9            | 29           | 38           |
| 3         | Christos Volikakis   | Grecia        |            | 3            | 3            | 36           |
| 4         | Oliver Wood          | Gran Bretagna |            | 3            | 3            | 34           |
| 5         | Jan-Willem van Schip | Paesi Bassi   |            | 3            | 3            | 32           |
| 6         | Elia Viviani         | Italia        |            | 2            | 2            | 30           |
| 7         | Szymon Sajnok        | Polonia       |            | 1            | 1            | 28           |
| 8         | Albert Torres        | Spagna        |            | 1            | 1            | 26           |
| 9         | Raman Tsishkou       | Bielorussia   |            | 1            | 1            | 24           |
| 10        | Felix English        | Irlanda       |            | 1            | 1            | 22           |
| 11        | Lindsay De Vylder    | Belgio        |            |              | 0            | 20           |
| 12        | Claudio Imhof        | Svizzera      |            |              | 0            | 18           |
| 13        | Artur Eršov          | Russia        |            |              | 0            | 16           |
| 14        | Rui Oliveira         | Portogallo    |            |              | 0            | 14           |
| 15        | Krisztian Lovassy    | Ungheria      | -20        |              | -20          | 12           |
| 16        | Valentin Gotzinger   | Austria       | -20        |              | -20          | 10           |
| 17        | Roman Gladysh        | Ucraina       | -20        |              | -20          | 8            |
| 18        | Maximilian Beyer     | Germania      | -20        |              | -20          | 6            |
| 19        | Nicolas Pietrula     | Rep. Ceca     | -20        |              | -20          | 4            |
| 20        | Daniel Crista        | Romania       | -40        |              | -40          | 2            |
| 21        | Lukas Kubis          | Slovacchia    | -40        |              | -40          | 1            |

### Gara ad eliminazione
Terza di 4 prove.
| Posizione | Atleta               | Nazione       | Punti |
| --------- | -------------------- | ------------- | ----- |
| 1         | Elia Viviani         | Italia        | 40    |
| 2         | Benjamin Thomas      | Francia       | 38    |
| 3         | Jan-Willem van Schip | Paesi Bassi   | 36    |
| 4         | Oliver Wood          | Gran Bretagna | 34    |
| 5         | Christos Volikakis   | Grecia        | 32    |
| 6         | Rui Oliveira         | Portogallo    | 30    |
| 7         | Raman Tsishkou       | Bielorussia   | 28    |
| 8         | Lasse Norman Hansen  | Danimarca     | 26    |
| 9         | Albert Torres        | Spagna        | 24    |
| 10        | Szymon Sajnok        | Polonia       | 22    |
| 11        | Maximilian Beyer     | Germania      | 20    |
| 12        | Lindsay De Vylder    | Belgio        | 18    |
| 13        | Claudio Imhof        | Svizzera      | 16    |
| 14        | Artur Eršov          | Russia        | 14    |
| 15        | Valentin Gotzinger   | Austria       | 12    |
| 16        | Felix English        | Irlanda       | 10    |
| 17        | Nicolas Pietrula     | Rep. Ceca     | 8     |
| 18        | Roman Gladysh        | Ucraina       | 6     |
| 19        | Lukas Kubis          | Slovacchia    | 4     |
| 20        | Krisztian Lovassy    | Ungheria      | 2     |
| 21        | Daniel Crista        | Romania       | 1     |

### Gara a punti e classifica finale
Quarta di 4 prove. Per la classifica finale i ciclisti sommano, ai punti guadagnati durante questa prova, tutti i punti conquistati in precedenza.
| Posizione | Atleta               | Nazione     | Punti Scratch | Punti Tempo race | Punti Gara eliminaz. | Class. parziale | Punti giro | Punti sprint | Classifica finale |
| --------- | -------------------- | ----------- | ------------- | ---------------- | -------------------- | --------------- | ---------- | ------------ | ----------------- |
| 1         | Benjamin Thomas      | Francia     | 38            | 40               | 38                   | 116             | 40         | 17           | 173               |
| 2         | Lasse Norman Hansen  | Danimarca   | 34            | 38               | 26                   | 98              | 40         | 24           | 162               |
| 3         | Oliver Wood          | Francia     | 32            | 34               | 34                   | 100             | 40         | 9            | 149               |
| 4         | Albert Torres        | Spagna      | 36            | 26               | 24                   | 86              | 40         | 19           | 145               |
| 5         | Jan-Willem van Schip | Paesi Bassi | 40            | 32               | 36                   | 108             | 20         | 16           | 144               |
| 6         | Elia Viviani         | Italia      | 24            | 30               | 40                   | 94              | 20         | 9            | 123               |
| 7         | Christos Volikakis   | Grecia      | 14            | 36               | 32                   | 82              | 20         | 10           | 112               |
| 8         | Lindsay De Vylder    | Belgio      | 30            | 20               | 18                   | 68              | 20         | 1            | 89                |
| 9         | Rui Oliveira         | Portogallo  | 20            | 14               | 30                   | 64              | 20         | 0            | 84                |
| 10        | Raman Tsishkou       | Bielorussia | 26            | 24               | 28                   | 78              | 0          | 0            | 78                |
| 11        | Szymon Sajnok        | Polonia     | 28            | 28               | 22                   | 78              | 0          | 0            | 78                |
| 12        | Claudio Imhof        | Svizzera    | 16            | 18               | 16                   | 50              | 20         | 4            | 74                |
| 13        | Felix English        | Irlanda     | 22            | 22               | 10                   | 54              | 0          | 0            | 54                |
| 14        | Maximilian Beyer     | Germania    | 18            | 6                | 20                   | 44              | 0          | 2            | 46                |
| 15        | Artur Eršov          | Russia      | 6             | 16               | 14                   | 36              | 0          | 0            | 36                |
| 16        | Valentin Gotzinger   | Austria     | 12            | 10               | 12                   | 34              | 0          | 1            | 35                |
| 17        | Krisztian Lovassy    | Ungheria    | 10            | 12               | 2                    | 24              | 0          | 9            | 33                |
| 18        | Roman Gladysh        | Ucraina     | 8             | 8                | 6                    | 22              | 0          | 0            | 22                |
| 19        | Nicolas Pietrula     | Rep. Ceca   | 4             | 4                | 8                    | 16              | 0          | 0            | 16                |
| 20        | Daniel Crista        | Romania     | –40           | 2                | 1                    | –37             | -20        | 0            | -57               |
| 21        | Lukas Kubis          | Slovacchia  | –40           | 1                | 4                    | –35             | -60        | 0            | DNF               |